# (20522) Yogeshwar
(20522) Yogeshwar ist ein Asteroid des Hauptgürtels, der am 13. September 1999 von André Knöfel an der Volkssternwarte Drebach entdeckt wurde.
Benannt wurde der Himmelskörper am 9. März 2001 nach dem Moderator und Redakteur von wissenschaftlichen TV-Sendungen, Ranga Yogeshwar.